# 2000 Demo
2000 Demo var en demo fra Stone Sour som på dette tidspunkt hed Project X. Det var Corey Taylor og Josh Rand der begyndte at skrive sange sammen. 
Demoen indeholdt 5 numre nogen af dem blev genindspillet deriblandt "Blue Study" som blev brugt til deres debutalbum Stone Sour. "Your God" og "Scars" blev genindspillet til deres andet album Come What(ever) May. 
Det blev efter demoens udgivelse besluttet at stifte Stone Sour igen på grund af sangenes gode grundlag. 

## Numre
1. "Devil's Fruitcake"
2. "Scars"
3. "Covetous Me"
4. "Blue Study"
5. "Your God"

## Musikere
- Corey Taylor – Vokal
- Josh Rand – Guitar / Bas
- Trommemaskine – Trommer